# Казвин (остан)
Казвин (на персийски: قزوین) е един от 31 остана на Иран. Разположен е в северозападната част на страната, включен е в административния Регион 1. Заема площ около 15 000 km², населението е над 1 милион. Административен център е град Казвин.

## История
Територията на остана е заселена от средата на 7 век пр.н.е., когато тя е част от Мидийската империя. Предполага се, че градът Казвин е основан от сасанидския шах Шапур за спиране на набезите на дейлемити. През 7 век н.е. регионът е завладян от араби. През 11 век в северната част на остана се настаняват исмаилити. Те създават своя държава, строят крепости в планините Алборз и се борят с доминиращата по това време в Персия династия на Селджуци. През 13 век в Персия нахлуват монголци. Крепостите на исмаилитите се превземат, градът Казвин и селищата около него са подложени на големи разрушения. Останът се възстановява и процъфтява при династията на Сефевидите. По време на първите няколко десетилетия на това управление градът Казвин е столица на държавата. През 18 век регионът временно е завладян от афганците, след което преминава под властта на династията Зенд. В края на 18 век Персия е под управление на Каджарите и Казвин отново придобива културно и икономическо значение.

## География
Останът граничи с останите Хамадан и Занджан на запад, Мазандаран и Гилан на север, Алборз на изток, Маркази на юг. Разположен е в южните подножия на планинската верига Алборз, планините заемат северната и западната части на остана. Най-високата точка е върхът Сиялан (4175 m). Централната и източната части са равнинни. Най-ниската точка е с надморската височина около 300 m.
Климатът на остана е много разнообразен. В планините е студено, в равнините има области със сух и полусух климат, покрай реките е топло и влажно.

## Административно деление
Всеки остан в Иран се дели на шахрестани, които се състоят от бахши, те на свой ред съдържат най-малките административни единици – дехестани. Административният център на шахрестан е град, който носи името на шахрестана. Остан Казвин е разделен на 6 шахрестана.
| Карта   | Цвят       | Шахрестан |
| ------- | ---------- | --------- |
|         |            |           |
| Син     | Казвин     |           |
| Жълт    | Такестан   |           |
| Розов   | Буин Захра |           |
| Зелен   | Абияк      |           |
| Лилав   | Алборз     |           |
| Оранжев | Авадж      |           |

## Население
Съгласно националното преброяване през 2016 г. населението на провинцията е около 1 300 000 души, от които приблизително 70% живеят в градовете. Около 89% от населението е грамотно (възрастова група над 6 г.).
Етническото мнозинство са персийци. Малцинствените групи са тати, азери, гилянци, кюрди, лури. Религиозното мнозинство са мюсюлмани.

## Икономика
Географското положение на остана, неговите транспортни връзки с всички части на страната и близостта до Техеран стимулират инвестициите в този регион. На територията му са изградени промишлени градчета и производствени комплекси. Остан Казвин има развита миннодобивна, химическа и целулозна промишленост. Многобройните предприятия произвеждат бяла техника, авточасти, велосипеди и мотоциклети, текстил, фармацевтични продукти и медицински стоки.
Климатичното разнообразие на остана и възможностите на поливното земеделие позволяват отглеждането на различни култури. Водата се доставя от дълбоки кладенци, от язовир Талеган и от подземна система ганати. Със своите 13 000 m² плодородни площи останът е един от важните земеделските центрове на страната. Тук се произвеждат житни култури, плодове, маслини, много видове ядки. Останът е известен със своя висококачествен шамфъстък, насажденията с него заемат около 4000 ha.
Развито е промишленото и традиционното животновъдство, създадени са големи птицевъдни ферми. Тяхната продукция заема съществен дял в продоволственото осигуряване на страната.

## Образование
Останът разполага с 28 научни и образователни организации. Държавните университети са:
- Международен университет „Имам Хомейни“
- Медицински университет Казвин
- Университет Паям-е Нур
- Свободен Ислямски Университет
- Университет за приложни науки

## Забележителности
В остан Казвин има голям брой паметници с историческо и културно значение. Сред историческите обекти са старинните кервансараи, един от най-известните е „Сад Ал-Салтане“ от каджарския период. Ислямската архитектура е представена с изгражданите през различните епохи многобройни храмове и джамии. На територията на остана се намират добре запазили се традиционни водни резервоари, аб анбари, един от които е построен през 17 век. В планините се намират средновековните крепости на исмаилитите „Аламут“, „Ламсар“ и др. Една от природните забележителности на остана е планинското езеро Ован.